# Hang on Sloopy
Hang on Sloopy är en låt komponerad av Wes Farrell och Bert Berns, som först spelades in och utgavs av den amerikanska vokalgruppen The Vibrations 1964. Låten som först kallades "My Girl Sloopy" och hade något av en latinamerikansk rytm blev en smärre hit i USA där den nådde plats 26 på singellistan. Den är dock allra mest känd i gruppen The McCoys version från 1965, vilken blev en internationell hit. Den spelades också in av The Yardbirds samma år.
Gruppen The Strangeloves hade först tänkt spela in låten som uppföljare till deras hit "I Want Candy", men fick då veta att Dave Clark Five tänkt göra detsamma. Eftersom de inte ville ge ut låten då "I Want Candy" fortfarande sålde bra erbjöd de låten till Rick and the Raiders, med en tonårig Rick Derringer, då känd som Rick Zehringer, som hade agerat förband åt gruppen vid några konserter. Gruppen bytte namn till The McCoys, spelade in och gav ut låten, och i oktober 1965 nådde den förstaplatsen på amerikanska singellistan.
Rick Derringer gav 1975 ut en soloversion av låten, vilken kort gick in på Billboard-listan på plats 94.
Låten har senare blivit en slags officiell låt för delstaten Ohio, där The McCoys kom ifrån, populär vid  Ohio State University, idrottsevenemang och musikkårer ("marching bands").

## Listplaceringar
| Lista (1965-1966) | Position              |
| ----------------- | --------------------- |
| Finland           | 25                    |
| Flandern          | 13                    |
| Frankrike         | 38                    |
| Storbritannien    | 5                     |
| Sverige           | 6 (Kvällstoppen)      |
| Sverige           | 4 (Tio i topp)        |
| USA               | 1 (Billboard Hot 100) |
| Vallonien         | 12                    |
| Västtyskland      | 5                     |
| Österrike         | 6                     |